# Vigilante 8 Arcade
Vigilante 8 Arcade est un jeu vidéo de combat motorisé développé par Isopod Labs et édité par Activision, sorti en 2008 sur Xbox Live Arcade.

## Accueil
- GameSpot : 4,5/10[1]
- IGN : 7,3/10[2]